# Pre-shared key
Mit Pre-shared key (PSK; englisch für vorher vereinbarter Schlüssel) bezeichnet man bei einem symmetrischen Kryptosystem einen digitalen Schlüssel, welcher vor der Kommunikation beiden Teilnehmern bekannt sein muss. PSK-Verschlüsselung hat den Vorteil, dass sie zwischen zwei bekannten Teilnehmern wesentlich einfacher zu realisieren ist als asymmetrische Verschlüsselung. Der Nachteil des Verfahrens besteht darin, dass beide Teilnehmer den Schlüssel vor der eigentlichen Kommunikation im Geheimen tauschen müssen. Daraus folgt, dass das PSK-Verfahren für viele Anwendungen im Internet (wie z. B. Online-Einkauf) ungeeignet ist, da der vorherige Schlüsseltausch in diesem Fall nicht möglich oder viel zu aufwendig ist. In einem solchen Fall verwendet man besser das Public-Key-Verfahren.
Der Begriff PSK wird oft mit Wireless LAN in Verbindung gebracht, da in Funknetzwerken häufig die Verschlüsselungsmethode WPA-PSK verwendet wird. Hier wird häufig auch das Passwort für das WPA-PSK-Verfahren so oder als „WLAN-Passwort“ bezeichnet. Für kleine Netzwerke wie in Privathaushalten ist das eine gute Methode, da der Schlüssel problemlos von einer Person auf den verschiedenen Geräten wie Router und PC eingetragen werden kann.